# 科爾貝格峰

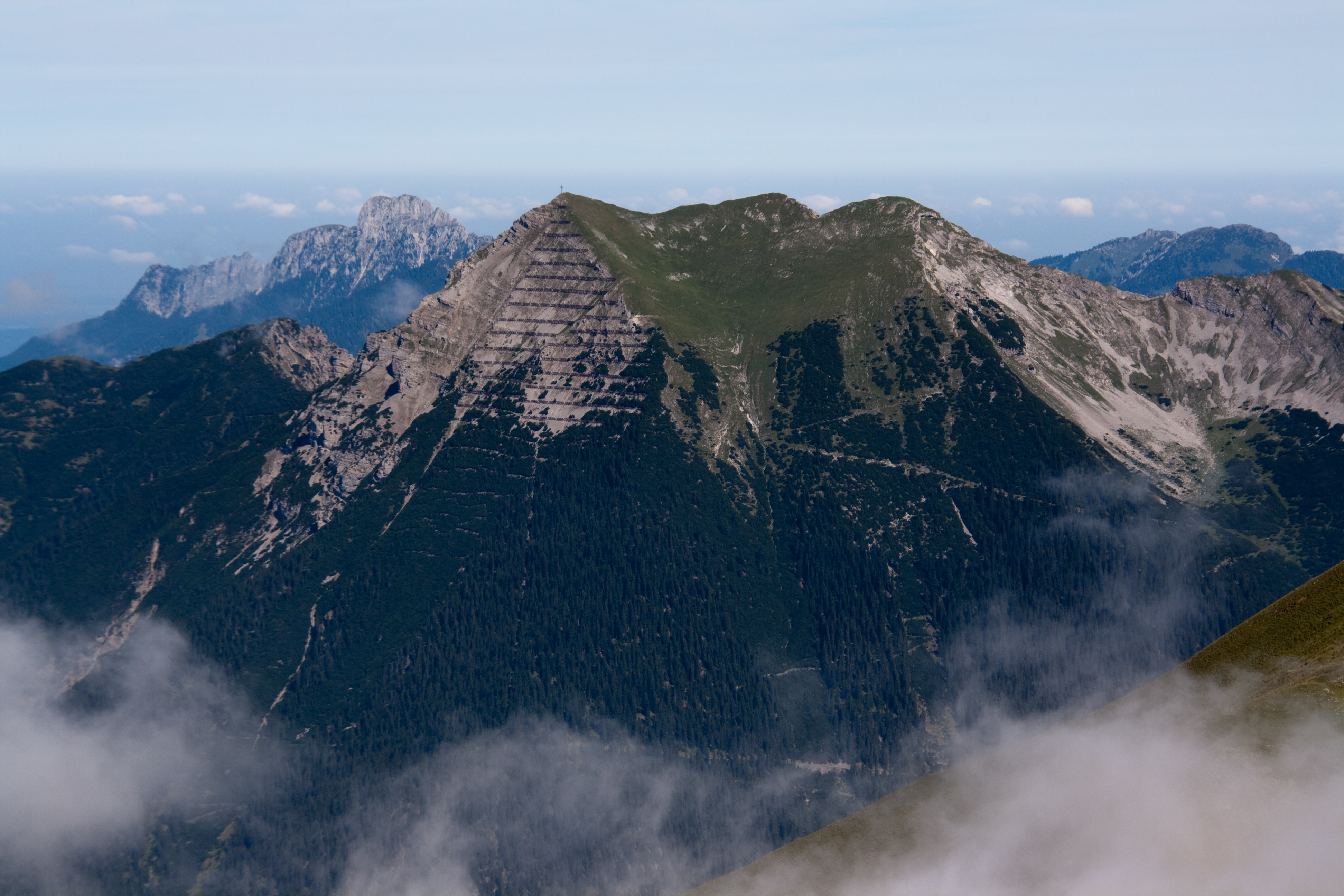

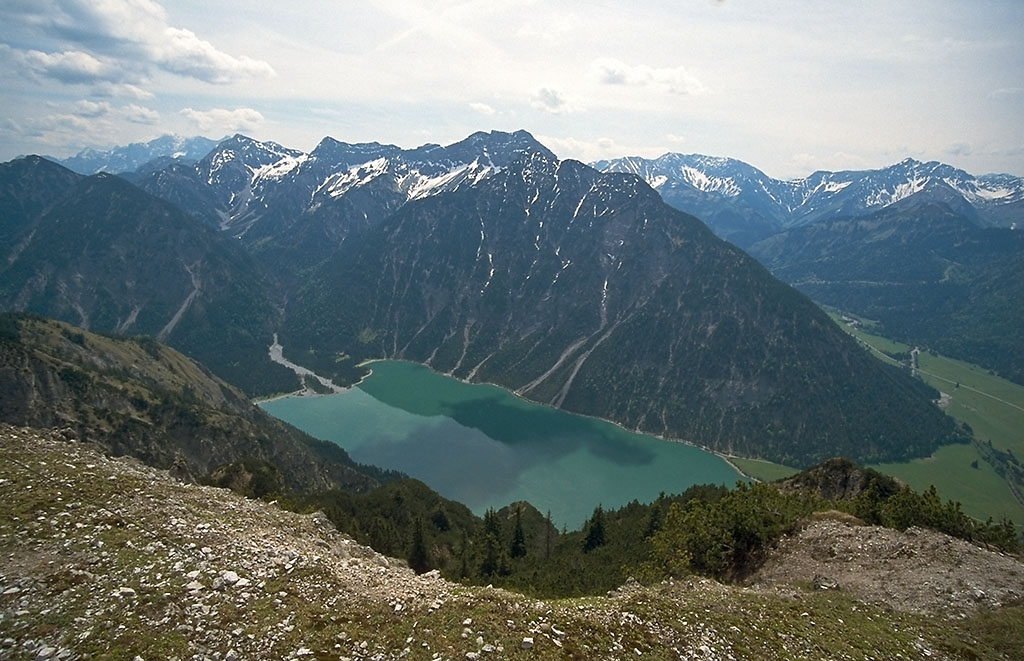

47°26′16″N 10°47′59″E / 47.43778°N 10.79972°E
科爾貝格峰（德語：Kohlbergspitze），是奧地利的山峰，位於該國西部，由蒂羅爾州負責管轄，屬於阿默高山脈的一部分，距離普拉特山3.2公里，海拔高度2,202米，每年平均降雨量1,744毫米。